# خسوس رودریگز
خسوس رودریگز (انگلیسی: Jesús Rodríguez؛ زادهٔ ۲۱ نوامبر ۲۰۰۵) بازیکن فوتبال اهل اسپانیا است که در حال حاضر برای کومو در پست هافبک بازی می‌کند.
از باشگاه‌هایی که در آن بازی کرده است می‌توان به رئال بتیس بی و رئال بتیس اشاره کرد.
وی همچنین در تیم‌های ملی فوتبال زیر ۱۹ سال و زیر ۲۱ سال اسپانیا بازی کرده است.

## دوران باشگاهی

### رئال بتیس
رودریگز در دوران نوجوانی به آکادمی فوتبال باشگاه AD نرویون پیوست و سپس در سال ۲۰۲۱ به آکادمی رئال بتیس، یکی از باشگاه‌های لالیگا منتقل شد. او در دوران حضورش در بتیس، به‌عنوان «یکی از ارکان اصلی تیم جوانان بتیس» توصیف شده‌است. در سال ۲۰۲۲، به آکادمی کالاورا CF پیوست و سپس بار دیگر به بتیس بازگشت.
او نخستین بازی خود برای تیم اصلی رئال بتیس را در ۳۱ اکتبر ۲۰۲۴ انجام داد؛ در دیداری از کوپا دل ری که با پیروزی ۶–۱ مقابل خدیوورا همراه بود. رودریگز هم‌زمان برای تیم دوم بتیس نیز به میدان می‌رفت.
رودریگز همراه بتیس به دیدار نهایی لیگ کنفرانس اروپا ۲۵–۲۰۲۴ راه یافت. او در این دیدار به میدان رفت، اما تیمش با نتیجهٔ ۴–۱ مغلوب چلسی شد و به نایب‌قهرمانی بسنده کرد.

### کومو ۱۹۰۷
پس از تنها یک فصل حضور در لالیگا با تیم اصلی بتیس، رودریگز با قراردادی دائمی تا ژوئن ۲۰۳۰ به کومو ۱۹۰۷ پیوست.

## دوران ملی
رودریگز بازیکن ملی‌پوش جوانان اسپانیا است. او برای تیم ملی زیر ۱۹ سال اسپانیا بازی کرده و همراه این تیم در قهرمانی زیر ۱۹ سال اروپا ۲۰۲۴ که در ایرلند شمالی برگزار شد، قهرمان شد.
در مارس ۲۰۲۵، رودریگز نخستین بار توسط سانتی دنیا به تیم ملی زیر ۲۱ سال اسپانیا دعوت شد و در دیداری دوستانه مقابل تیم ملی زیر ۲۱ سال جمهوری چک در دقیقهٔ ۴۵ به‌عنوان بازیکن تعویضی وارد میدان شد و در ۱۹سالگی نخستین بازی ملی خود را برای زیر ۲۱ سال انجام داد.
او همچنین به فهرست نهایی اسپانیا برای حضور در قهرمانی زیر ۲۱ سال اروپا ۲۰۲۵ در اسلواکی دعوت شد و جوان‌ترین بازیکن این تیم به‌شمار می‌رفت. رودریگز در دیدار مرحله گروهی برابر تیم ملی زیر ۲۱ سال ایتالیا نخستین گل ملی‌اش برای تیم زیر ۲۱ سال را به ثمر رساند؛ دیداری که با نتیجهٔ ۱–۱ به پایان رسید.